# THRUSTER
THRUSTER（スラスター）は、グロースハックスタジオが考案した事業開発における反復的で漸進的な事業開発マネジメント手法の1つである。
アジャイルソフトウェア開発手法の1つであるスクラムを参考に事業開発マネジメント手法として考案。
「事業ステージ」「ロール/責務」「成果物」「会議体」の４つの要素から構成されており、属人化しない事業開発マネジメント手法である。

## 名称の由来
THRUSTER（日: スラスター）とは本来ロケットを軌道修正させる際に利用される小型エンジンを指す。
反復的で漸進的に事業開発マネジメントを行うプロセス思想が似ていることからTHRUSTER（日: スラスター）と命名。